# Cynebert (biskup Winchesteru)
Cynebert z Winchesteru (Cyneberht, Cinebirt, Cunberht, Cybeorth; ur. VIII wiek; zm. między 801 a 803) – średniowieczny biskup Winchesteru.
Cynebert został wyświęcony na biskupa między 781 a 785 rokiem i skierowany do diecezji Winchester jako następca biskupa Ecgbalda. Sprawował tę funkcję do swej śmierci, między 801 a 803 rokiem. Jego imię jako poświadczającego występuje na kilku potwierdzeniach nadań majątkowych króla Offy i Cenwulfa.
Po śmierci Cyneberta biskupem Winchester został biskup Alkmund.